# Pachybolus tectus
Pachybolus tectus är en mångfotingart som beskrevs av Cook 1897. Pachybolus tectus ingår i släktet Pachybolus och familjen Pachybolidae. Inga underarter finns listade i Catalogue of Life.